# Josep Benet i Company
Josep Benet i Company (* 1956 in Berga) ist ein katalanischer Countertenor und Tenor, der sich auf Alte Musik spezialisiert hat.

## Leben und Werk
Josep Benet erhielt seine erste musikalische Ausbildung bei seinem Vater. Mit neun Jahren trat Benet dem Chor der Escolania de Montserrat bei und verblieb hier fünf Jahre. Hier wurde er zum Sopransolisten in verschiedenen Aufführungen und Aufnahmen. Später studierte er am Conservatori de Barcelona Solfège, Harmonie, Kontrapunkt, Musiktheorie, Violine bei Xavier Turull, Klavier bei Àngel Soler und Sofia Puche sowie Gesang bei Jordi Albareda. Hier erwarb er sich 1980 den Titel als Gesangslehrer. Er absolvierte Vertiefungsstudien in der Musik an der Musikhochschule München auf Basis eines Stipendiums der Humboldt-Stiftung.
Benet hat sich einen herausragenden Ruf im Bereich der Alten Musik erworben, gibt aber auch Konzerte mit romantischen oder auch zeitgenössischen Werken. Von der Musikkritik wurde er vor allem für Aufführungen von Werken von Johann Sebastian Bach gelobt. Daneben engagierte er sich musikalisch für die Schule von Nôtre Dame de Paris oder polyphone Werke des Mittelalters wie den Codex Chantilly, Werke von Guillaume de Machaut oder von Johannes Ciconia. Solche Werke führte er vor allen Dingen im Rahmen renommierter Festivals in Europa und den Vereinigten Staaten auf.
Er arbeitete mit Ensembles der Alten Musik wie Dulcis Harmonia, Ars Musicae, Hespèrion XX, Clemencic Consort, La Colombina, Concerto Italiano, La Chapelle Royale, Les Arts Florissants, Al Ayre Español oder Diatessaron. Er arbeitete auch mit Orchestern wie dem Orquestra Ciutat de Barcelona, Orquestra del Teatre Lliure, den Orchestern von Valladolid, der Balearen, Simfònica del Vallès, Sinfònica de Euskadi oder Sinfònica de Granada.
Seit 1981 unterrichtete er Gesang zunächst am Zentrum für Alte Musik am Konservatorium in Genf. In den Jahren 2002 und 2003 unterrichtete er Gesang am Konservatorium von Badalona.
Benet hat für zahlreiche Labels und für diverse Rundfunkanstalten (Catalunya Música, France Musique, Radio Classique, Radio Nacional de España, Westdeutscher Rundfunk, Rai italiana, Suisse romande) Werke eingespielt.